# Ichtiomasa
Ichtiomasa – całkowita masa ryb wyrażana w kilogramach na hektar wody, a obejmująca masę wszystkich ryb, także tych, które są nieużytkowe w gospodarce człowieka, np. kiełbia, jazgarza, słonecznicy, czy ciernika. 